# Fontaine Chérence
La fontaine Chérence, ou fontaine des Trois Grâces est une fontaine néoclassique considérée comme un monument remarquable de la ville de Vernon, dans le département de l'Eure, en Normandie, en France. Elle fut construite en 1838 au moment où la monarchie de Juillet se stabilise.

## Histoire
Elle émane d'une souscription des habitants de la ville de Vernon et des communes voisines, elle se trouve à l'origine sur la place d'Armes (actuelle place Charles-de-Gaulle), entourée de halles. Elle est relatée dans une brochure touristique dès 1847 à l'usage des Parisiens de passage en Normandie. C'est sous le Second Empire (1852-1870) que les halles furent abattues et que la fontaine monumentale en bronze est déplacée place de Paris dans le prolongement de la rue Carnot. Elle sert à marquer l'attachement de Vernon à l'influence parisienne, bien que normande par son histoire, malgré sa proximité avec l'Île-de-France. Reléguée dans un magasin après 1955, elle retrouve son emplacement en 1983 sur la place de Paris.

## Architecture
Elle porte le nom de Charles Louis Chérence, artisan bijoutier de Vernon, amateur d'art et bienfaiteur de la ville de Vernon puis chirurgien originaire du département de Seine-et-Oise. Ce notable cède la somme de 6 000 francs-or dans son testament pour la construction de la fontaine, ce qui équivaut à 2 millions d'euros. Elle se caractérise par un circuit hydraulique fermé alimenté par deux grandes vasques,.

## Sculpture
Les personnages représentent Les Trois Grâces, copies d'un sujet qui a inspiré l'artiste Germain Pilon († 1590). Le musée du Louvre détient la sculpture originale, élément du monument funéraire du cœur du roi Henri II.